# Барселуш
Барсе́луш (порт. Barcelos; МФА: [baɾ.ˈse.ɫuʃ]) — муніципалітет і місто в Португалії, в окрузі Брага. Розташований у північній частині країни, на теренах історичної португальської провінції Дору-Міню. Належить до Бразької архідіоцезії Католицької церкви в Португалії. Права міського самоврядування має з 1166 року. Поділяється на 61 парафію. За адміністративним поділом, чинним до 1976 року, був складовою провінції Міню. Площа муніципалітету — 378,9 км², населення муніципалітету — 120391 ос. (2011); густота населення — 317,74 осіб/км²
. Патрон — Діва Марія. Святковий день муніципалітету — 3 травня. Поштовий індекс — 4750.  Код місцевої адміністративної одиниці — 0302. Складова статистичного регіону Північ.

## Назва
- Барсе́луш (порт. Barcelos, стара орфографія: порт. Barcellos)
- Барсе́лос (ісп. і ст.-порт. Barcellos) — іспанська й старопортугальська назви.

## Географія
Барселуш розташований на північному заході Португалії, на заході округу Брага.
Місто розташоване за 16 км на захід від міста Віла-Реал.
Барселуш  межує на півночі з муніципалітетами Віана-ду-Каштелу і Понте-де-Ліма, на сході — з муніципалітетами Віла-Верде і Брага, на південному сході — з муніципалітетом Віла-Нова-де-Фамалікан, на південному заході — з муніципалітетом Повуа-де-Варзін,
на заході — з муніципалітетом Ешпозенде.

## Історія
1166 року португальський король Афонсу І надав Барселушу форал, яким визнав за поселенням статус містечка та муніципальні самоврядні права.

## Населення
| Кількість мешканців | Кількість мешканців | Кількість мешканців | Кількість мешканців | Кількість мешканців | Кількість мешканців | Кількість мешканців | Кількість мешканців | Кількість мешканців | Кількість мешканців | Кількість мешканців | Кількість мешканців | Кількість мешканців | Кількість мешканців | Кількість мешканців |
| ------------------- | ------------------- | ------------------- | ------------------- | ------------------- | ------------------- | ------------------- | ------------------- | ------------------- | ------------------- | ------------------- | ------------------- | ------------------- | ------------------- | ------------------- |
| 1864                | 1878                | 1890                | 1900                | 1911                | 1920                | 1930                | 1940                | 1950                | 1960                | 1970                | 1981                | 1991                | 2001                | 2011                |
| 44 021              | 44 732              | 45 322              | 46 953              | 51 121              | 52 066              | 58 360              | 68 184              | 75 567              | 83 211              | 89 548              | 103 773             | 111 733             | 122 096             | 120 391             |

## Парафії
- Абаде-де-Нейва
- Аборін
- Адайнш
- Агіар
- Айро
- Алдреу
- Альєйра
- Алвелуш
- Аркозелу
- Арейяш
- Арейяш-де-Вілар
- Балугайнш
- Барселінюш
- Барселуш
- Баркейруш
- Камбезеш
- Кампу
- Карапесуш
- Каррейра
- Карвалял
- Карваляш
- Шаван
- Шоренте
- Коссораду
- Корел
- Коту
- Крейшоміл
- Кріштелу
- Дуррайнш
- Енкорадуш
- Фарія
- Фейтуш
- Фонте-Коберта
- Форнелуш
- Фрагозу
- Гаміл
- Жілмонде
- Гойюш
- Гріманселуш
- Герал
- Ігрежа-Нова
- Лама
- Ліжо
- Масієйра-де-Ратеш
- Маньєнте
- Маріш
- Мартін
- Мідойнш
- Мілязеш
- Мінютайнш
- Монте-де-Фралайнш
- Море
- Негрейруш
- Олівейра
- Палме
- Панке
- Парадела
- Педра-Фурада
- Перейра
- Перелял
- Поза
- Кінтіайнш
- Ремельє
- Роріш
- Санта-Еуженія-де-Ріу-Кову
- Санта-Еулалія-де-Ріу-Кову
- Санта-Леокадія-де-Тамел
- Санта-Марія-де-Галегуш
- Санту-Ештеван-де-Баштусу
- Сан-Жуан-де-Баштусу
- Сан-Мартіню-де-Алвіту
- Сан-Мартіню-де-Галегуш
- Сан-Мартіню-де-Віла-Фрешкаїня
- Сан-Педру-де-Алвіту
- Сан-Педру-де-Віла-Фрешкаїня
- Сан-Педру-Фінш-де-Тамел
- Сан-Веріссіму-де-Тамел
- Секеаде
- Сілва
- Сілвейруш
- Трегоза
- Уша
- Варзея
- Віатодуш
- Віла-Боа
- Віла-Кова
- Віла-Сека
- Вілар-де-Фігуш
- Вілар-ду-Монте

## Міста-побратими
- Мазарґан, Марокко
- Понтеведра, Іспанія
- Ресіфі, Бразилія
- Свіштов, Болгарія
- Vierzon, Франція